# Teufelsfenster

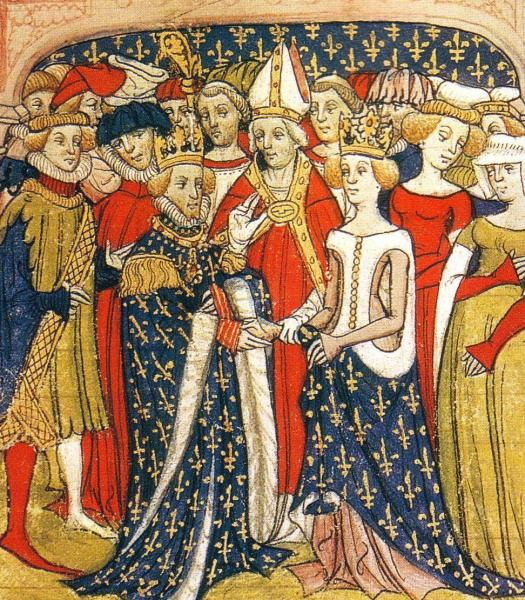
Maria von Brabant (rechts) in einem Kleid mit Teufelsfenster

Als Teufelsfenster oder Höllenfenster wird ein weiter Ärmelausschnitt aus der Gotik bezeichnet, der bewirkte, dass vom Kleid im Ärmelbereich vorne und hinten teilweise nur noch ein handbreiter Streifen übrig blieb und der den Blick auf die seitlichen Schnürungen freigab. Er entwickelte sich etwa zwischen 1320 und 1345 und war besonders beim Surcot beliebt.